# Gondar (Amarante)
Gondar é uma povoação portuguesa sede da Freguesia de Gondar do Município de Amarante, freguesia com 9,64 km² de área e 1536 habitantes (censo de 2021), tendo, por isso, uma densidade populacional de 159,3 hab./km².

## Demografia
A população registada nos censos foi:
| Distribuição da População por Grupos Etários | Distribuição da População por Grupos Etários | Distribuição da População por Grupos Etários | Distribuição da População por Grupos Etários | Distribuição da População por Grupos Etários |
| -------------------------------------------- | -------------------------------------------- | -------------------------------------------- | -------------------------------------------- | -------------------------------------------- |
| Ano                                          | 0-14 Anos                                    | 15-24 Anos                                   | 25-64 Anos                                   | > 65 Anos                                    |
| 2001                                         | 339                                          | 297                                          | 827                                          | 230                                          |
| 2011                                         | 274                                          | 201                                          | 931                                          | 280                                          |
| 2021                                         | 183                                          | 175                                          | 808                                          | 370                                          |

## História
Foi senhor desta localidade D. Mendo de Gundar (Astúrias, Oviedo - Telões, Portugal). D. Mendo de Gundar era cavaleiro e rico-homem. Veio para Portugal com o Conde Henrique de Borgonha, conde de Portucale, no serviço de D. Teresa. Além de ter sido Senhor de Gondar foi-o também de São Salvador de Lafões. Foi também alcaide-mor de Celorico de Basto e fundador do Mosteiro de Gondar. Morou no concelho de Guestaço, tendo sido sepultado em Telões.

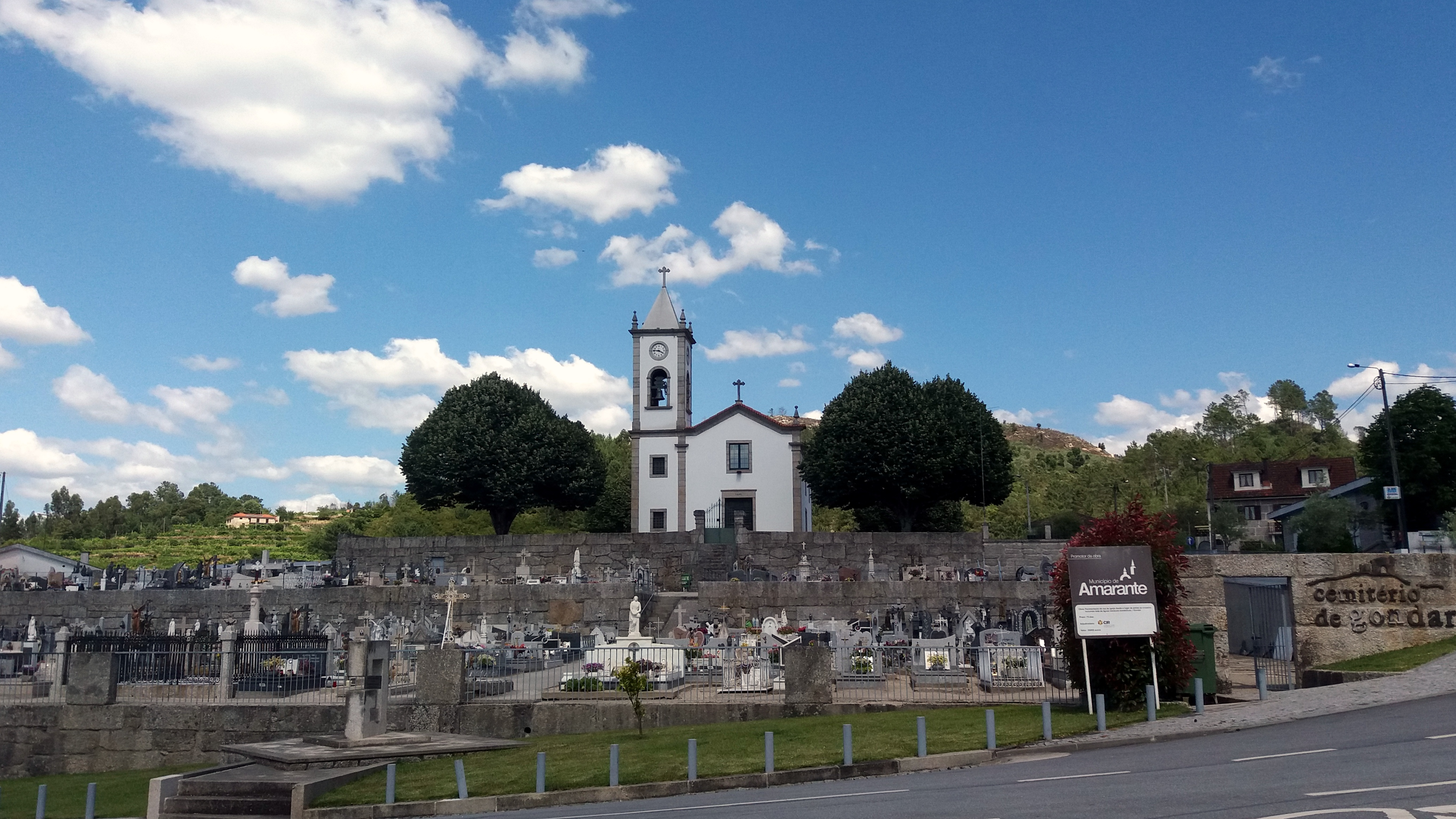
Igreja Matriz de Gondar

Casou-se na Galiza, Espanha com D. Goda de quem teve:
1. Fernão Mendes de Gundar
2. Lourenço Mendes de Gundar
3. Egas Mendes de Gundar
4. Estevainha Mendes de Gundar
5. Loba Mendes
6. Urraca Mendes

## Património
- Igreja Velha de Gondar ou simplesmente Igreja de Gondar.

## Tradições
Nesta freguesia destaca-se a produção de loiça de barro negro, também conhecida por loiça preta. O centro de olaria de Gondar remonta ao século XVII.